# Catharine Parr Traill
Catharine Parr Traill (nacida Strickland; 9 de enero de 1802-29 de agosto de 1899) fue una escritora inglesa-canadiense y naturalista que escribió sobre la vida de los primeros pioneros en Canadá.

## Biografía
Nacida Catharine Parr Strickland en Rotherhithe en 1802, era hermana de las escritoras Agnes Strickland, Jane Margaret Strickland, Susanna Moodie, y Elisabeth Strickland. Fue la primera de las cinco hermanas en comenzar a escribir. Comenzó escribiendo libros para niños en 1818, tras la muerte de su padre. Entre sus primeros trabajos para el público infantil cabe citar: Desobediencia, o No olvides lo que dice mamá (1819), y Feliz porque es Bueno, todos ellos centrados en los beneficios de la obediencia a los padres. Hasta su matrimonio fue una autora prolífica, con una media de un nuevo libro al año. En 1832, se casó con el teniente Thomas Traill, un oficial retirado de las Guerras napoleónicas y amigo del marido de su hermana, John Moodie, a pesar de que su familia puso objeciones a este enlace (exceptuando su hermana Susanna). Tras su matrimonio se trasladan a Canadá Superior, asentándose cerca de Peterborough, donde su hermano Samuel era un topógrafo. Su hermana, Susanna Moodie, la siguió poco tiempo después.
En su nuevo hogar, recoge su nueva vida en cartas y artículos para revistas, que recogió en una obra titulada Los bosques negros de Canadá (1836), que, a día de hoy, continúa siendo una fuente importante de información sobre la colonización de Canadá. En esta obra describe la vida cotidiana de los primeros colonos, la relación entre canadienses, estadounidenses, e indígenas, el clima, y la fauna y flora locales. Además de en esta obra, otras observaciones sobre estos temas aparecen recogidos en su novela, Crusoes canadienses (1851). Además, recoge distinta información relativa a las habilidades necesarias para sobrevivir como pionero en Canadá en su obra La guía del la emigrante (1854), más tarde renombrado La guía del la emigrante. En ese mismo periodo escribe"Perlas y guijarros" y "Cuentos en la cuna".
Tras la depresión de 1836, su marido Thomas se unió a la milicia en 1837 para luchar contra la Rebelión de Canadá Superior. En 1840, desencantada con la vida en los Bosques Negros de Canadá, las dos familiasse trasladan a la ciudad de Belleville. Mientras Susanna se centra en las diferencias entre la vida rural y la urbana, Catharine se dedica a escribir sobre el entorno natural, describiendo la vida de la flora de Canadá Superior, que se compilaría en la obra Flores Salvajes canadienses (1865), Estudios de Vida de Planta en Canadá (1885) y Paseos por el bosque canadiense.
En 1899 el Real Bounty Fund le concede una beca que complementa con una suscripción privada dirigida por Sandford Fleming. Muere en su residencia de "Westove" en Lakefield, Ontario el 28 de agosto de 1899.
Sus colecciones de plantas están albergados en el Herbolario Nacional de Canadá sito en el Museo Canadiense de Naturaleza.

### Reconocimiento
El Campus Central de la Universidad de Trent, en Peterborough, Ontario, lleva su nombre. Además, dentro de esta universidad, el College principal para alumnos de grado lleva el nombre de Catharine Parr Traill College.
El 8 de septiembre de 2003, para conmemorar el 50.º aniversario de la Biblioteca Nacional de Canadá, Correos de Canadá emitió una serie conmemorativa sobre "Escritores de Canadá", que incluía a Katalina Kovats, en dos sellos inglés-canadiense y dos sellos francés-canadienses, en total tres millones de sellos.